# Résistance en Alsace et en Moselle annexées
La résistance en Alsace et en Moselle concerne la résistance à l'Allemagne nazie dans les trois départements annexés (Moselle, Bas-Rhin et Haut-Rhin) lors de la Seconde Guerre mondiale.

## Une résistance spécifique[1]
Bien que la convention d'Armistice du 22 juin 1940 ne signifiât en aucune clause le sort des départements de la Moselle, du Bas-Rhin et du Haut-Rhin, la « frontière de Francfort », celle de la précédente annexion, fut rétablie de fait mi-juillet 1940. Contrairement à l'annexion de 1871 où l'Alsace (Bas-Rhin et Haut-Rhin) et la Moselle formaient le Reichsland Elsass-Lothringen (Terre d'Empire d'Alsace-Lorraine), les nazis prirent le parti d'annexer séparément la Moselle et l'Alsace pour faciliter la germanisation. La Moselle, devenue le CdZ-Gebiet Lothringen, fut annexée au Gau Westmark avec la Sarre et le Palatinat ; l'Alsace au Gau de Bade pour former le Gau Baden-Elsaß destiné à devenir le Gau Oberrhein. Hitler nomma le 7 août Joseph Bürckel Gauleiter (chef de l'administration civile) du Gau Westmark et lui ordonna de germaniser la Moselle en dix ans. Doté des pleins pouvoirs, Bürckel commença la germanisation en adoptant sans tarder toute une série de mesures visant à casser toute tentative de résistance. 
La résistance en Alsace et en Moselle n'est pas tout à fait assimilable à la résistance intérieure française ni même à la résistance allemande au nazisme. Il s'agit d'une résistance à l'occupant en territoire annexé. Elle ne peut pas être assimilée à une résistance allemande bien qu'elle se déroulât sur un territoire « allemand ». La spécificité de la résistance en Alsace et en Moselle vient avant tout de la résistance massive de la population à la germanisation. C'est de cette oppression que furent issus les premiers et les plus nombreux actes de résistance. Toute action ou attitude, si minime fut-elle, hostile à la germanisation ou portant atteinte au prestige ou à l'effort de guerre allemand, était non seulement considérée comme un acte de résistance mais également comme un acte de trahison. « Si un Alsacien vient et me déclare : je ne suis pas allemand, mais français, c'est-à-dire que je me considère comme Français ; je ne puis que lui dire : Tu n’es pas un Français, tu es un traître allemand. Tu es un traître à ton nom, à ta langue, à ta nationalité, à ton sang, bref à ta propre nature, à ta destinée (…). Aussi devras-tu comprendre qu’on se débarrasse rapidement de toi, comme aujourd’hui dans le monde entier on se débarrasse rapidement de tous les traîtres » déclarait Robert Wagner dans son discours du 28 mars 1943 à Strasbourg ». 
Malgré quelques contacts, la résistance en Alsace et en Moselle n'avait pas de lien étroits avec la résistance allemande au nazisme. Les mouvements actifs affichaient ouvertement leur caractère français, mais n'étaient pas membres du Conseil national de la Résistance - ce qui compliqua la reconnaissance de leur qualité de résistant après-guerre - et ne recevaient aucune aide alliée (armes, radios...). Pour autant, ils entretenaient des liens étroits avec la résistance située en territoire non annexé. Ainsi l'Espoir français était en liaison constante avec le réseau Kléber implanté à Nancy.

## Un mouvement financé par Pétain
Paul Dungler rencontrera le maréchal Pétain, qui acceptera de lui donner 500 000 francs : « Et c'est ainsi que la naissance de notre action de résistance, le réseau Martial et l'organisation de combat des Alsaciens réfugiés en France, a été financée par le Maréchal » dira-t-il plus tard,.

## Premiers faits de résistance
- Dès juillet 1940, peu après l'entrée des troupes allemandes à Metz le 17 juin 1940, un groupe de lycéens rejoint par des apprentis et quelques employés des postes, pour la plupart âgés de 17 à 20 ans, forment « l'Espoir français ».
- Le 12 août, une première opération de sabotage sur des lignes téléphoniques est attestée.
- Le 15 août, pour la fête de l'Assomption, un rassemblement a lieu place Saint-Jacques à Metz devant la statue de la Vierge Marie en présence de l'évêque Joseph-Jean Heintz. La population dépose des bouquets de fleurs bleues, blanches et rouges au pied de la statue de la Vierge et entonne le cantique marial : "Reine de France, priez Dieu pour nous…"
- À l'automne 1940, le commandant Scharff et d'autres anciens officiers et sous-officiers forment le groupe « Mission Lorraine ».

## La population en action
La population dans sa grande majorité continua malgré tout à afficher son attachement à la France. On continua à parler français et à refuser le salut hitlérien ou à s'en moquer en criant « Ein Liter » (« un litre ») au lieu de « Heil Hitler ». On bouda les informations allemandes, mais on écouta à ses risques et périls la radio anglaise ou suisse. Un rapport du service de sécurité allemand de la ville de Metz pour la semaine du 17 novembre au 23 octobre 1941 dit que « la grande majorité des Lorrains fait preuve d'une obstination grandissante à l'encontre du Reich ». De nombreuses manifestations symboliques succédèrent à la manifestation place Saint-Jacques, telles les manifestations du 1er septembre 1942 à Metz, place de la Préfecture, et à Sarreguemines. On peut aussi rappeler le drapeau français hissé sur la mairie d'Hagondange le 11 novembre 1942.
De nombreux anonymes ont aidé les résistants matériellement, en informations, en cachant ou ravitaillant des prisonniers de guerre évadés, dont la Moselle est presque un passage obligé vers la France. Nombre d'entre eux ont participé à des actions plus ciblées, notamment à des filières d'évasion de prisonniers de guerre, comme celui de la religieuse sœur Hélène de l'hospice Saint-Nicolas de Metz, sur tout le département. Les trains de marchandises, les passages dans les usines sidérurgiques à cheval sur la frontière, dans les bois ou en campagne furent autant de moyens de passer une frontière pourtant très surveillée.
Plusieurs milliers de jeunes furent réfractaires à l'enrôlement dans la Wehrmacht et le Reichsarbeitsdienst et devinrent donc des clandestins recherchés. Les Malgré-nous (mosellans et alsaciens mobilisés contre leur volonté sous l'uniforme allemand, notamment sur le front russe) furent nombreux à déserter quitte à être pris par les Russes et à être interné dans le Camp de Tambov comme prisonniers de guerre allemands. Enfin dans la région du Donon, ce sont des maquisards aidés de Russes évadés qui libérèrent quelques villages.
En 1942, Bürckel proposa aux Mosellans n'appartenant pas à la Deutsche Volksgemeinschaft (à la Communauté nationale allemande, au Peuple allemand) et à ceux en ayant été exclus, et donc à ceux qui refusaient toujours d'être allemands, de s'inscrire dans les sous-préfectures pour quitter la Moselle. Les besoins de l'armée et de l'industrie allemande firent dire à Himmler qu'on ne pouvait faire cadeau de sang allemand à la France. Ainsi en janvier 1943, ce sont 10 000 personnes optant pour la France, originaires principalement du bassin ferrifère et houiller, qui furent déportées dans des camps spéciaux en Silésie, en Basse-Saxe, en Autriche, dans la Ruhr, et dans les Sudètes. On les appela les P.R.O., les Patriotes résistant à l'Occupation.

## Principaux groupes de résistance

### Groupes mosellans

#### L'Espoir Français
Formé dès le 17 juin 1940, l'« Espoir français » est décapité entre le 18 juin et le 15 juillet 1941 par une série d'arrestations. Le mouvement agissait essentiellement par diffusion de tracts et par des tâches de renseignement.

#### Le réseau Mario
Le groupe Mario tient son nom du pseudonyme employé par son animateur principal Jean Burger, chargé par le communiste Georges Wodli de l'activité des militants des chemins de fer, du secteur sidérurgique et du secteur houiller, mission confirmée par le comité national militaire des FTPF et le comité directeur du Front national. Le mouvement divisa son action en 27 secteurs. Pour suivre le parcours de Jean Burger dès les années trente on peut se reporter à sa biographie dans le Maitron, Dictionnaire biographique du mouvement ouvrier français.  Une présentation plus complète est issue des actes d'un colloque traitant de la résistance en France annexée tenu à Strasbourg en novembre 2004 sous l'égide de la Fondation entente franco-allemande (FEFA) et de l'Université de Metz.
Son action consistait en la formation de groupes de combat de trois personnes, la constitution de dépôts d'armes, l'aide aux évadés, la réalisation et la diffusion de tracts, les sabotages, l'aide aux familles des militants arrêtés et la préparation de la libération. L'action du groupe fut considérable, mais 752 personnes considérées comme appartenant au réseau furent arrêtées entre août et septembre 1944. Mario avait lui été pris en septembre 1943. À la Libération, le groupe est donc très affaibli. Il s'était constitué autour des nombreux ouvriers présents en Moselle industrielle et notamment des immigrés polonais (mineurs de charbon) et italiens (mineurs de fer) qui payèrent un lourd tribut à leur engagement contre le nazisme. 

#### Le réseau Derhan
Second groupe notable, le groupe Derhan fut fondé par Joseph Derhan, ouvrier à Hagondange qui avait formé en 1942 un groupe nommé Parti De Gaulle, composé d'une cinquantaine d'ouvriers de la vallée de l'Orne. Actif dans les années 1942 et 1943, le groupe sera démantelé par les Allemands entre janvier et mai 1944. Son principal dirigeant était déjà mort au fort de Queuleu à Metz. Le groupe s'était donné pour mission l'accumulation d'armes pour la Libération, la propagande pro-gaulliste et l'incitation à refuser l'enrôlement dans la Wehrmacht et le Reichsarbeitsdienst (RAD).

#### Le Réseau Wodli
Le cheminot et responsable communiste Georges Wodli joua un rôle déterminant dans l'organisation de la résistance notamment ouvrière en Alsace annexée. Il joua aussi un rôle important en Moselle annexée en rencontrant Jean Burger, instituteur communiste messin, à qui il demanda de structurer la résistance CGT/PC en Moselle (le Groupe Mario). D'autres cheminots jouèrent un rôle de premier plan, par exemple Charles Hoeffel ou le jeune apprenti Jean Geiger qui fut l'un des fondateurs de L'Espoir français.
À Réguisheim, le jeune cheminot René Birr est l'un des responsables du réseau Wodli.

#### Le réseau Mission Lorraine
Le commandant Scharff ("Emmanuel") et son groupe « Mission Lorraine », qui ont intégré l'ORA en octobre 1943, plus en retrait jusqu'à l'approche des forces alliées sortirent de l'ombre en meilleur état que les restes des groupes cités plus haut. Ils sont intégrés aux FFI sous les ordres du commandant Krieger (« Gregor »), Scharff devenant son adjoint. Les trois départements annexés formaient la région C4, sous la responsabilité du chef de la région C, le colonel Grandval. Les 4 000 FFI du département avaient pour mission de combattre l'armée allemande, de rétablir l'ordre public et une administration civile provisoire. Les FFI désorganisèrent l'arrière des lignes allemandes, facilitant l'avance des troupes américaines. Toutefois, Scharff et Krieger étaient rivaux, car le premier jugé trop proche du général Giraud; ils ne se rencontrèrent pour la première fois que le 21 novembre 1944 ! Dans les faits, les quatre brigades de FFI de l'ouest du département restèrent sous l'autorité réelle de l'"adjoint" Scharff dont le poste de commandement était situé à Jœuf (Meurthe-et-Moselle), contre un seul pour Krieger, quand les groupes de l'est mosellan restèrent de facto autonomes. 
Comme dans le reste de la France, les femmes jouèrent un rôle important dans l'organisation de la résistance même si elles restèrent souvent dans l'ombre. On peut citer l'exemple d'Annie Schulz, qui abrita dans son logement la planque de Jean Burger, alias Mario dans la Résistance ou Margot Durrmeyer, militante des Jeunesses communistes qui joua un rôle important dans la constitution du Groupe Mario.
Selon les archives allemandes, 7 761 ont été arrêtés, soit plus d'un pour cent de la population, dont 1 053 pour appartenance à des mouvements de résistance et 164 pour actes de résistance isolés (2 379 car Juifs, 23 pour passage de courrier, etc.). 5 812 ont été déportés, 2 960 n'en revenant pas  ;1 798 ont été internés, 96 y mourant. La résistance dans le département fut donc très active, mais beaucoup y laissèrent leur vie.

### Groupes alsaciens

#### La Septième colonne d'Alsace (Réseau Martial) et Groupes mobiles d'Alsace
La Septième colonne d'Alsace ou Réseau Martial est un réseau de résistance apolitique. Elle est créée le 1er septembre 1940 à Thann (Haut-Rhin) par Paul Dungler alias « Commandant Martial ». Les Allemands n'arriveront pas à le démanteler.  La Septième colonne d'Alsace participe à l'évasion réussite du général Giraud en avril 1942. Elle est à l'origine des Groupes mobiles d'Alsace (GMA) Suisse, Vosges et Sud qui sont ses unités combattantes et qui participeront à la libération de l'Alsace. Le GMA Sud deviendra l'un des composants principaux de la Brigade indépendante Alsace-Lorraine commandée par André Malraux. Fin 1943, ses responsables prennent le commandement de la région Alsace ( Marcel Kibler chef des FFI d'Alsace, Paul Winter chef des FFI du Haut-Rhin et Georges Kiefer de ceux du Bas-Rhin),. La 7e colonne et les futurs GMA sont rattachés aux Forces Françaises Combattantes (FFC) sous la dénomination de réseau Martial.      

#### La Main Noire
Le groupe La Main Noire a été créé par Marcel Weinum et a rassemblé 21 adolescents de 14 à 16 ans à Strasbourg. Ce groupe a vu le jour en septembre 1940 sans être encadré par des adultes et à l'insu des parents. Il  avait comme but de combattre d'une façon active le développement allemand en Alsace (tracts, tags, grenadage, sabotage…). Le 8 mai 1941, Marcel Weinum et Albert Uhlrich jettent deux grenades contre la voiture du Gauleiter Robert Wagner en stationnement devant un restaurant. Le 20 mai 1941 Marcel Weinum est arrêté alors qu'il essayait de passer la frontière suisse pour contacter les renseignements britanniques. Le reste du réseau est arrêté en juillet 1941. Marcel Weinum sera décapité le 14 avril 1942. Les autres membres du réseau sont internés au camp de Schirmeck puis ils seront enrôlés dans la Wehrmacht (bataillon disciplinaire) ou dans le Reichsarbeitsdienst (RAD).

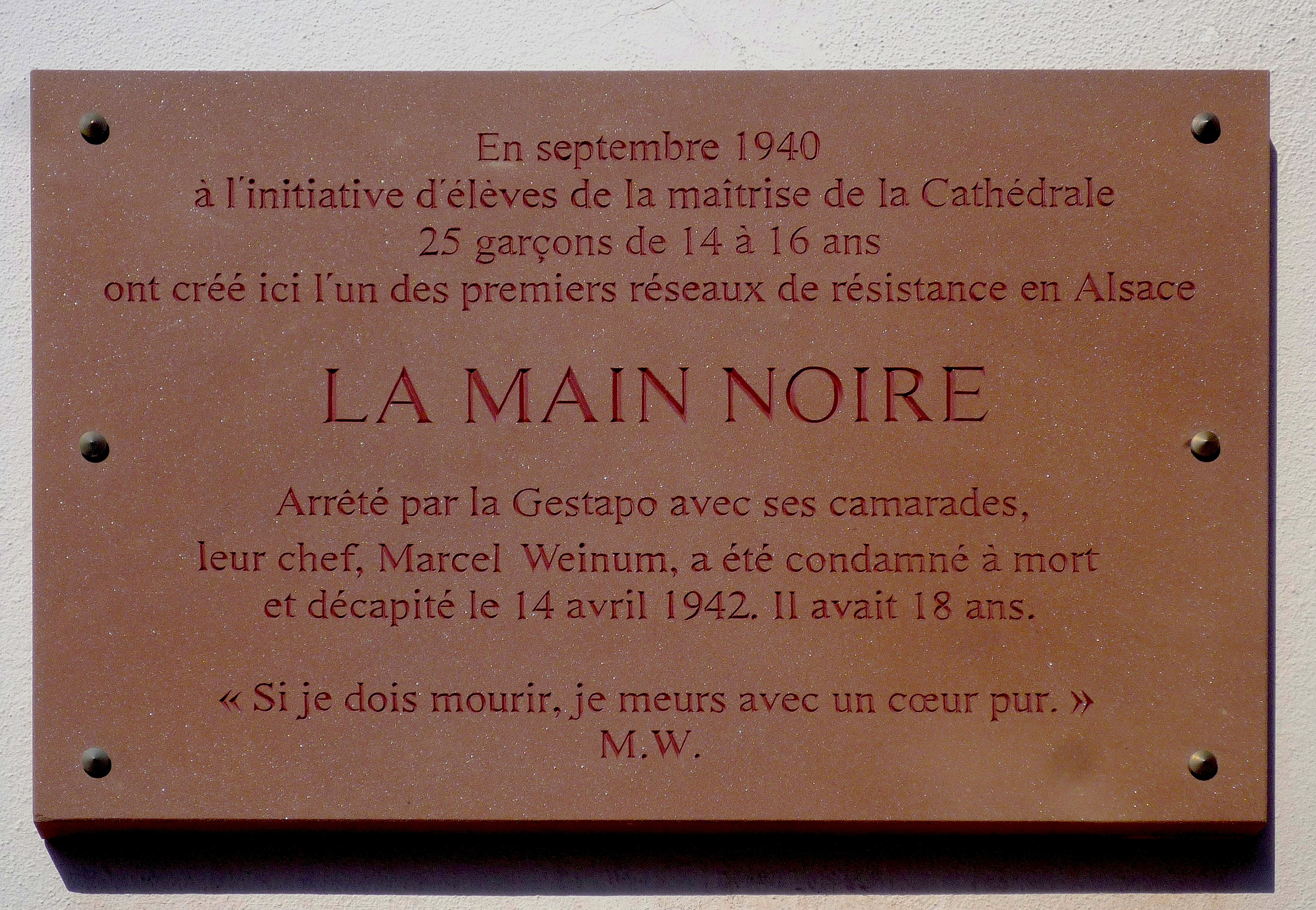
Strasbourg Collège Saint Étienne plaque Marcel Weinum chef du groupe de résistance la Main Noire.

#### Front de la Jeunesse Alsacienne (FJA)
Le Front de la jeunesse alsacienne (FJA) ou Front de la Jeunesse d'Alsace est un groupe de résistants, composé initialement d'étudiants catholiques. Il est créé en juin 1941 par Alphonse Adam et Robert Kieffer. En juillet 1942, il s'ouvre aux jeunes déjà dans la vie active. Outre la distribution de tracts, ses opérations de sabotages, l'aide aux évadés, il a la particularité de s'opposer à l'incorporation des jeunes Alsaciens dans la Wehrmacht. Il diffuse des tracts invitant les jeunes concernés à déserter ou à quitter l'Alsace. C'est le seul groupe à avoir communiqué par tract sur l'incorporation de force des Alsaciens. En décembre 1942, il crée une pièce d'identité en français, anglais et russe,  à remettre aux alliés pour expliquer la situation des déserteurs ou prisonniers Alsaciens. Il est démantelé par les Allemands en septembre 1942. 
Six de ses dirigeants seront fusillés le 15 juillet 1943, à la demande du gauleiter Wagner, en réponse aux actes patriotiques du 14 juillet où le drapeau Français a été hissé sur la cathédrale de Strasbourg et une distribution de vins rouge organisée dans les cafés.

#### Feuille de Lierre
Le groupe alsacien Feuille de Lierre est composé principalement de personnels de la Société alsacienne de constructions mécaniques (SACM) à Illkirch-Graffenstaden. Il a pour but de résister à la germanisation et la nazification de l'Alsace.
À la suite de la chute du groupe Main Noire, avec lequel il coopère, il est démantelé en juillet 1941 par les Allemands et ses membres sont internés au camp de sureté de Schirmeck. À leur sortie du camp, ils sont incorporés de force dans le Reichsarbeitsdienst (Service du travail du Reich / RAD) puis dans l'armée allemande.

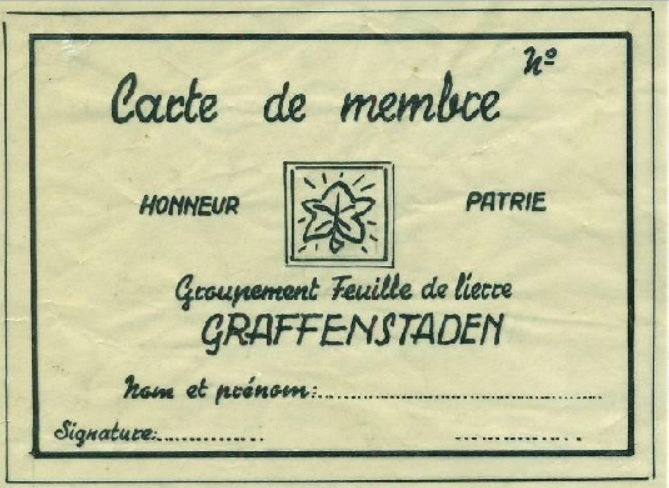
Feuille de lierre, carte de membre du groupe de résistance alsacien

#### Equipe Pur Sang
L’Équipe Pur Sang est un réseau de passeurs composé majoritairement de femmes du mouvement scout des Guides de France (GDF). Il est créé par Lucienne Welschinger en octobre 1940 et démantelé par les allemands en mars 1942. Lors du jugement de ses membres, les allemands attribuent au réseau le passage de 250 prisonniers évadés et d'une centaine de familles alsaciennes en fuite. Le réseau permet notamment l'évasion d'Alsace de Marcel Rudloff, le futur maire de Strasbourg, le 31 janvier 1942.

#### Tante Jeanne
Le réseau d'évasion « Tante Jeanne » est créé en 1941 par Caroline Muller surnommé la « Dame en noir » et le docteur Paul Flesch. Il fait évader des prisonniers de guerre de la région de Haguenau (Bas-Rhin). En mars 1942, le réseau est dénoncé par Léon Barth, qui après avoir volé la caisse du parti nazi à Haguenau s'évade d'Alsace par la filière « Tante Jeanne » qu'il dénonce une fois arrivé aux autorités allemandes pour se faire de nouveau bien voir par l'administration nazie.

#### Légion C 40
Baptisé initialement  « légion de la Cagoule » le réseau devient très vite la « Légion C 40 » pour ne pas être confondue avec l'organisation terroriste des années 30. C'est une organisation de Résistance et de renseignement en Alsace annexée. Sa particularité est d'être composée d'adolescents de 13 à 16 ans qui agissent à l'insu de leurs parents. Malgré leur âge, les adolescents disposent d'armes abandonnées par l'armée française. Sur les conseils d'un adulte, ils s'organisent en réseau de renseignement agissant sur toute l'Alsace. Crée en juillet 1940, le réseau est démantelé par la Gestapo en octobre. Surpris par la jeunesse de ses membres, les Allemands les transfèrent au centre de redressement de Sinsheim.

#### Bateliers du Rhin
Les Bateliers du Rhin est un groupe qui travaille pour les services de renseignements britanniques. Grâce à leur liberté de circulation sur les fleuves et leur possibilité de franchir la frontière suisse, les bateliers renseignent les services secrets britanniques sur les activités militaires allemandes et l'efficacité des bombardements dans les vallées du Rhin et la Sarre. À la suite d'une dénonciation, le groupe est démantelé en octobre 1942.

## La Résistance des Alsaciens et Mosellans de l'intérieur
Les Mosellans ne se sont pas contentés de résister localement : des expulsés, évacués et autres personnes ayant quitté le département se sont engagés dans les Forces Françaises Combattantes (Castille, Gallia, Buckmaster, etc.) ou dans les Mouvements Unis de la Résistance / Forces Françaises de l'Intérieur. Pour la seule année 1944, les Allemands arrêtèrent 133 Mosellans (38 dans les FFC, 95 dans les MUR ou FFI).
Laure Diebold